# 공의정체론
공의정체론(公議政体論)은 에도 막부 말기부터 메이지 시대 초기까지 의회 제도를 도입하고 ‘합의’(공의여론, 公議輿論)를 형성함으로써 일본 국가의 의사 형성과 통일을 도모하려는 정치사상이다. 사바쿠에게는 에도 막부의 재생의 구상으로, 도막파에게는 메이지 유신 이후의 정치적 이상형 중 하나로 제기되었다.

## 개요
흑선 내항 시 개국의 옳고 그름을 둘러싸고 노중 아베 마사히로가 제후로부터 민중에까지 널리 방안을 모색하게 한 ‘공의여론’(公議輿論), ‘공의정체’(公議政体)에서 원류를 찾아 볼 수 있다. 그러나 당시의 ‘공의’란 에도 막부를, ‘여론’은 번과 제후(번주)를 의미했으며, 처음에는 여러 번주의 의견을 막부 정치에 반영하는 정도의 의미 밖에 없었다. 공의여론과 공의정체의 구체적인 상이 그려진 것은 서양의 사상이 점차 일본에 유입된 1860년대 이후이다. 아베 사후 이이 나오스케에 의한 기존의 신판 다이묘, 후다이 다이묘에 의한 막부권력강화론이 ‘사쿠라다 문 밖의 변’으로 무너진 이후 ‘공무합체론’, ‘제후회의론’ 등의 에도 막부의 권위 회복책이 제시되지만, 외압과 존황양이 운동의 고양, 사회 불안에 의해 에도 막부의 쇠퇴와 막부 체제의 위기는 한층 깊어졌다.
이런 가운데 현재의 막부의 본연의 자세를 바꾸기 위하여 서양의 의회 제도를 일본에 도입하여 막부 또는 일본의 국가 개혁을 할 필요가 있다는 주장이 등장했다. 야마우치 요도, 마쓰다이라 슌가쿠, 도쿠가와 요시가츠와 같은 제후들과 니시 아마네, 가토 히로유키, 쓰다 마미치, 마쓰다이라 노리가타가 말했던 막부 관계자뿐만 아니라, 에도 막부와 사쓰마번 등의 웅번과의 군사 충돌을 피하는 입장에서 요코이 쇼난, 아카마쓰 코사부로, 사카모토 료마 등의 막부 외의 인물도 그런 주장을 펼쳤다. 그러나 그들의 생각은 각각 온도차가 있었다. 제후의 공의정체론은 제후회의론을 계승한 것이었고, 막부의 존속 또는 폐지를 한다고 해도 도쿠가와 막부를 사실상 원수로 이전의 제후회의로 만들자는 것이었다. 이에 대해 막부 관료 등의 공의정체론은 귀족, 고관에 의한 상원과 서민을 포함한 하원을 조직하고 도쿠가와 막부도 상원의 주요 일원으로서 정치에 참여하자는 것이었다. (물론 논자에 따라 의회 조직과 에도 막부 도쿠가와 막부의 본연의 자세 등에도 차이가 있었다.)
게이오 개혁을 통한 막부권력 강화론을 지향하고 있었던 장군 도쿠가와 요시노부가 대정봉환을 결심한 배경에는 공의정체론에 의해 에도 막부를 대체할 제후회의를 소집하고 도쿠가와 막부도 제후로 회의에 참여하여, 국가 개혁의 주도권을 잡는 것을 겨냥한 것이었다. 그리고 이것을 평화적인 정치 권력의 재구성을 바라는 야마우치 요도, 마쓰다이라 요시나가 등의 제후가 지지하고 있었다. 하지만 대정봉환 이후 도쿠가와 막부의 새 정부 참여를 요구한 제후 측과 무력에 의해 막부를 엎을 생각이었던 사쓰마 세력의 줄다리기가 왕정복고의 대호령, 소고쇼 회의를 통해 펼쳐졌다. 결국 사쓰마 세력과 구 막부군에 의한 보신전쟁이 발발했고, 좌막파, 공의파 제후들의 공의정체론은 붕괴하게 된다.
보신 전쟁에서 승리하고 메이지 정부를 수립한 삿초 세력도 구 막부 세력을 물리치고 있지만, 실제로는 새 정부가 고용한 조정에 ‘공순’한 제번의 협력을 얻어 승리한 것이며, 그들의 지지를 유지하지 못한다면 정권의 존속을 불가능 했다. 이 때문에 자신들의 정책 정당성을 ‘공의여론’에 요구하게 되었다.
5개조의 서문 처음에 ‘넓은 회의를 열어 중요한 일은 공론으로 결정’하는 공론(공의여론)을 전면에 내세웠다. 이후 이 노선은 정체서의 편찬과 이에 근거한 의정관의 설치, 공의소, 집의원 등의 개최, 관리의 선출 등이나 여러 번의 번정 개혁을 주도해 간다. 하지만 그것은 한편으로 정부가 정책 실현을 위해 공의를 수단으로 여론을 지도, 종속시키려고 한다는 생각과 반대 여론을 집약하여 공의를 형성하고 정부에 정책 실현을 요구한다는 생각이 병립하게 되어 메이지 정부의 불협화음의 원인이 된다.
하지만 폐번치현에 의해 번이 폐지되고 중앙집권이 진행되면서 점차 공의여론은 유명무실해지기 시작했다. 특히 메이지 6년 정변(정한론 정변) 이후에 오쿠보 도시미치를 중심으로 하는 유사전제가 이루어지게 되면서, 공의여론은 유명무실해진다. 이에 대해 기도 다카요시는 중앙집권과 공의여론은 모순되지 않는다고 하는 관점에서 입헌 정치의 조서를 작성하고, 입헌 정치의 확립을 통한 양립을 목표로, 이타가키 다이스케는 자유 민권 운동을 이끌고 공의여론을 반영하는 의회제도 도입을 주장하게 되었다. 이러한 움직임이 이후 일본 제국 헌법 제정으로 이어지면서 제국 의회 개설로 이어지게 되었다.

## 같이 보기
- 산요 회의
- 소어소 회의